# Filtre d'elements distribuïts

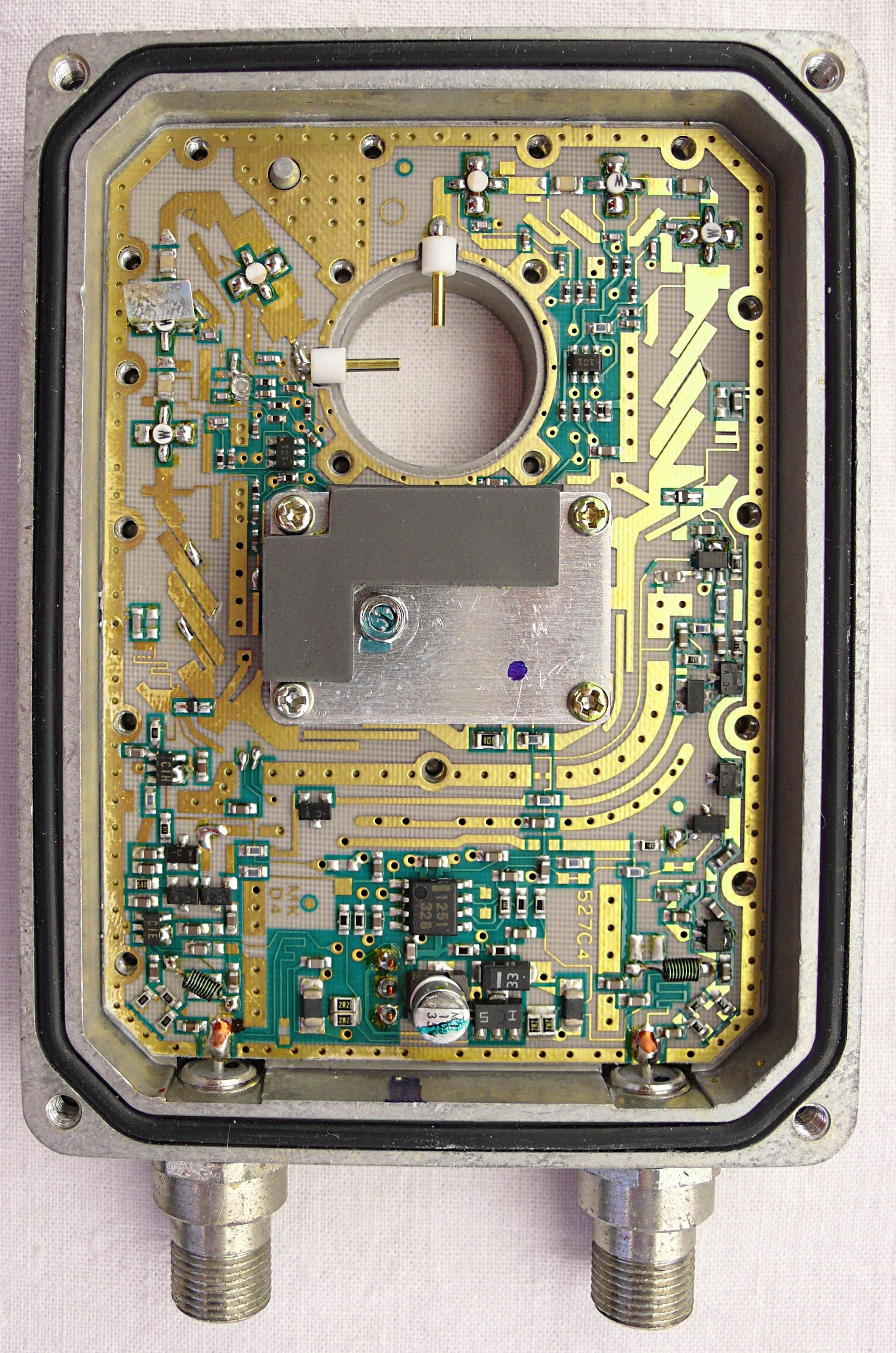
Figura 1. Un circuit que inclou moltes de les estructures de filtre descrites en aquest article. La freqüència de funcionament dels filtres és d'uns 11 GHz.

Un filtre d'elements distribuïts és un filtre electrònic en el qual la capacitat, la inductància i la resistència (els elements del circuit) no es localitzen en condensadors, inductors i resistències discrets com ho estan en els filtres convencionals. El seu propòsit és permetre que passi un rang de freqüències de senyal, però bloquejar-ne d'altres. Els filtres convencionals es construeixen a partir d'inductors i condensadors, i els circuits així construïts es descriuen pel model d'elements agrupats, que considera que cada element està "agrupat" en un sol lloc. Aquest model és conceptualment senzill, però cada cop es torna més poc fiable a mesura que augmenta la freqüència del senyal o, de manera equivalent, a mesura que disminueix la longitud d'ona. El model d'elements distribuïts s'aplica a totes les freqüències i s'utilitza en la teoria de la línia de transmissió; molts components d'elements distribuïts estan fets de llargs curts de línia de transmissió. En la visió distribuïda dels circuits, els elements es distribueixen al llarg dels conductors i es barregen indissociablement. El disseny del filtre sol tractar-se només de la inductància i la capacitat, però a causa d'aquesta barreja d'elements no es poden tractar com a condensadors i inductors "agrupats" separats. No hi ha una freqüència precisa per sobre de la qual s'han d'utilitzar els filtres d'elements distribuïts, però estan especialment associats a la banda de microones (longitud d'ona inferior a un metre).
Els filtres d'elements distribuïts s'utilitzen en moltes de les mateixes aplicacions que els filtres d'elements agrupats, com ara la selectivitat del canal de ràdio, la limitació de banda del soroll i la multiplexació de molts senyals en un sol canal. Els filtres d'elements distribuïts es poden construir per tenir qualsevol de les formes de banda possibles amb elements agrupats (passa baix, passa banda, etc.) amb l'excepció de pas alt, que normalment només és aproximat. Totes les classes de filtre utilitzades en dissenys d'elements agrupats (Butterworth, Chebyshev, etc.) es poden implementar mitjançant un enfocament d'elements distribuïts.
Hi ha moltes formes de components que s'utilitzen per construir filtres d'elements distribuïts, però totes tenen la propietat comuna de provocar una discontinuïtat a la línia de transmissió. Aquestes discontinuïtats presenten una impedància reactiva a un front d'ona que viatja per la línia, i aquestes reactàncies es poden triar per disseny per servir com a aproximacions per a inductors, condensadors o ressonadors concentrats, tal com requereix el filtre.

Algunes estructures senzilles de filtres de línia de banda, circuits equivalents de cable obert i aproximacions concentrades i semi concentrades:a. Un curtcircuit en paral·lel a la línia principal. b. Un taló de circuit obert en paral·lel a la línia principal. c. Una línia de curtcircuit acoblada a la línia principal. d. Línies curtcircuitades acoblades. e. Línies acoblades en circuit obert.

El desenvolupament de filtres d'elements distribuïts va ser estimulat per la necessitat militar de radars i contramesures electròniques durant la Guerra Mundial II. Els filtres analògics d'elements agrupats s'havien desenvolupat molt abans, però aquests nous sistemes militars funcionaven a freqüències de microones i es requerien nous dissenys de filtres. Quan va acabar la guerra, la tecnologia va trobar aplicacions en els enllaços de microones utilitzats per les companyies telefòniques i altres organitzacions amb grans xarxes de comunicacions fixes, com ara les emissores de televisió. Actualment, la tecnologia es pot trobar en diversos articles de consum produïts en sèrie, com els convertidors (la figura 1 mostra un exemple) utilitzats amb antenes de televisió per satèl·lit.

Figura 3. Més elements stripline i els seus homòlegs d'elements agrupats.

## Components bàsics
L'estructura més senzilla que es pot implementar és un pas en la impedància característica de la línia, que introdueix una discontinuïtat en les característiques de transmissió. Això es fa en les tecnologies planars mitjançant un canvi en l'amplada de la línia de transmissió. La figura 3 (a) mostra un augment de la impedància (les línies més estretes tenen una impedància més alta). Una reducció de la impedància seria la imatge mirall de la figura 3 (a). La discontinuïtat es pot representar aproximadament com un inductor en sèrie, o més exactament, com un circuit T de pas baix, tal com es mostra a la figura 3 (a). Sovint s'acoblen múltiples discontinuïtats amb transformadors d'impedància per produir un filtre d'ordre superior. Aquests transformadors d'impedància poden tenir només una longitud curta (sovint λ/4) de la línia de transmissió. Aquestes estructures compostes poden implementar qualsevol de les famílies de filtres (Butterworth, Chebyshev, etc.) aproximant la funció de transferència racional del filtre d'elements concentrats corresponent. Aquesta correspondència no és exacta ja que els circuits d'elements distribuïts no poden ser racionals i és la raó fonamental de la divergència del comportament dels elements agrupats i dels elements distribuïts. Els transformadors d'impedància també s'utilitzen en mescles híbrides de filtres d'elements agrupats i d'elements distribuïts (les anomenades estructures semi concentrades).